# Coco Brown
Coco Brown (født 16. september 1978 i Toledo, Ohio), er en amerikansk pornoskuespiller. Hun har medvirket i 45 pornofilm siden 1998. I 2003 meddelte hun, at hun stopper i pornoindustrien.

## Priser

### Udvalgte priser
- 2002: Venus Awards nomineret – Best New Starlet

## Filmografi
| Film                                                     | Studio                   |      |
| -------------------------------------------------------- | ------------------------ | ---- |
| Big Booty Bomb 2                                         | Video Team               | 1998 |
| Black Head Nurses 3                                      | West Coast Productions   | 2003 |
| Black Lesbian Love                                       | Heatwave                 | 1999 |
| Black Panty Chronicles 2                                 | Rain Productions         | 1998 |
| Black Panty Chronicles 3                                 | Rain Productions         | 1999 |
| Bomb Ass Pussy 2                                         | Elegant Angel            | 1998 |
| Chocolate Covered Cherry Poppers 5: School Of Hard Cocks | Zane Entertainment Group | 1998 |
| Coco and Babette: Foto-crash                             | DBM Video                | 2002 |
| Coco & Babette - Fotocrash                               |                          |      |
| Cocos Privatdetektei                                     |                          |      |
| Cocos Saug-Service                                       |                          |      |
| Cocos Shop                                               |                          |      |
| Cumback Pussy 15                                         | Elegant Angel            | 1999 |
| Fade 2 Black 3                                           | Metro                    | 1999 |
| German Visit                                             | DBM Video                | 2001 |
| Get Your Freak On                                        | Elegant Angel            | 2002 |
| Honeywood                                                | Vivid                    | 1999 |
| In Your Face 4                                           | Zane Entertainment Group | 1998 |
| It Don't Matter, Just Don't Bite It 5                    | Elegant Angel            | 1998 |
| Lesbian Pussy Power 1                                    | Top X                    | 1999 |
| Lesbian Pussy Power 4                                    | Top X                    | 2000 |
| Lewd Conduct 3                                           | Diabolic Video           | 1998 |
| More Black Dirty Debutantes 12                           | 4-Play Video             | 1998 |
| Nasty Video Magazine 5                                   | Video Team               | 1999 |
| Off Da Hook 2                                            | Elegant Angel            | 1999 |
| Santino Lee's Sex TV: Nubian Princess 1                  | Nu-Tech Digital          | 2000 |
| Shut Up and Blow Me 10                                   | All Good Video           | 1999 |
| Sugar 1                                                  | Darkside Entertainment   | 1999 |
| Sugarwalls 12                                            | Elegant Angel            | 1999 |
| Sugarwalls Slop Shots                                    | Elegant Angel            | 2000 |
| Super Freaks 1                                           | Elegant Angel            | 1999 |
| Super Freaks Collection                                  | Elegant Angel            | 2003 |